# Хави Гарсија
Франциско Хавијер Гарсија Фернандез - Хави Гарсија (шп. Franciso Javier García Fernández - Javi; Мула - Регион Мурсија, 8. фебруар 1987) је бивши фудбалер из Шпаније, тренутно помоћни тренер Бенфике. Игра на позицији задњег везног, али такође и на позицији штопера. Своју каријеру је започео у Реал Мадриду, где је играо у Б тиму, отишао је у Осасуну на позајмицу и постигао на 25 мечева 2 гола, са позајмице се вратио у Реал, где је за први тим одиграо 18 утакмица, без постигнутог гола. Године 2009. је прешао у Бенфику, где је био нешто запаженији, одиграо је 74 утакмице и постигао 6 голова. Прешао је 2012-е у Манчестер Сити, за 16 милиона евра.

## Успеси

### Клупски
Реал Мадрид Б
- Трећа лига Шпаније (1) : 2004/05.

Реал Мадрид
- Суперкуп Шпаније (1) : 2008.

Бенфика
- Прва лига Португалије (1) : 2009/10.
- Лига куп Португалије (3) : 2009/10, 2010/11, 2011/12.

Манчестер Сити
- Премијер лига (1) : 2013/14.
- Лига куп Енглеске (1) : 2013/14.
- ФА куп : финалиста 2012/13.

Зенит Санкт Петербург
- Премијер лига Русије (1) : 2014/15.
- Куп Русије (1) : 2015/16.
- Суперкуп Русије (2) : 2015, 2016.

### Репрезентативни
Шпанија до 19
- Европско првенство до 19 (1) : 2006.